# Тур (бык)

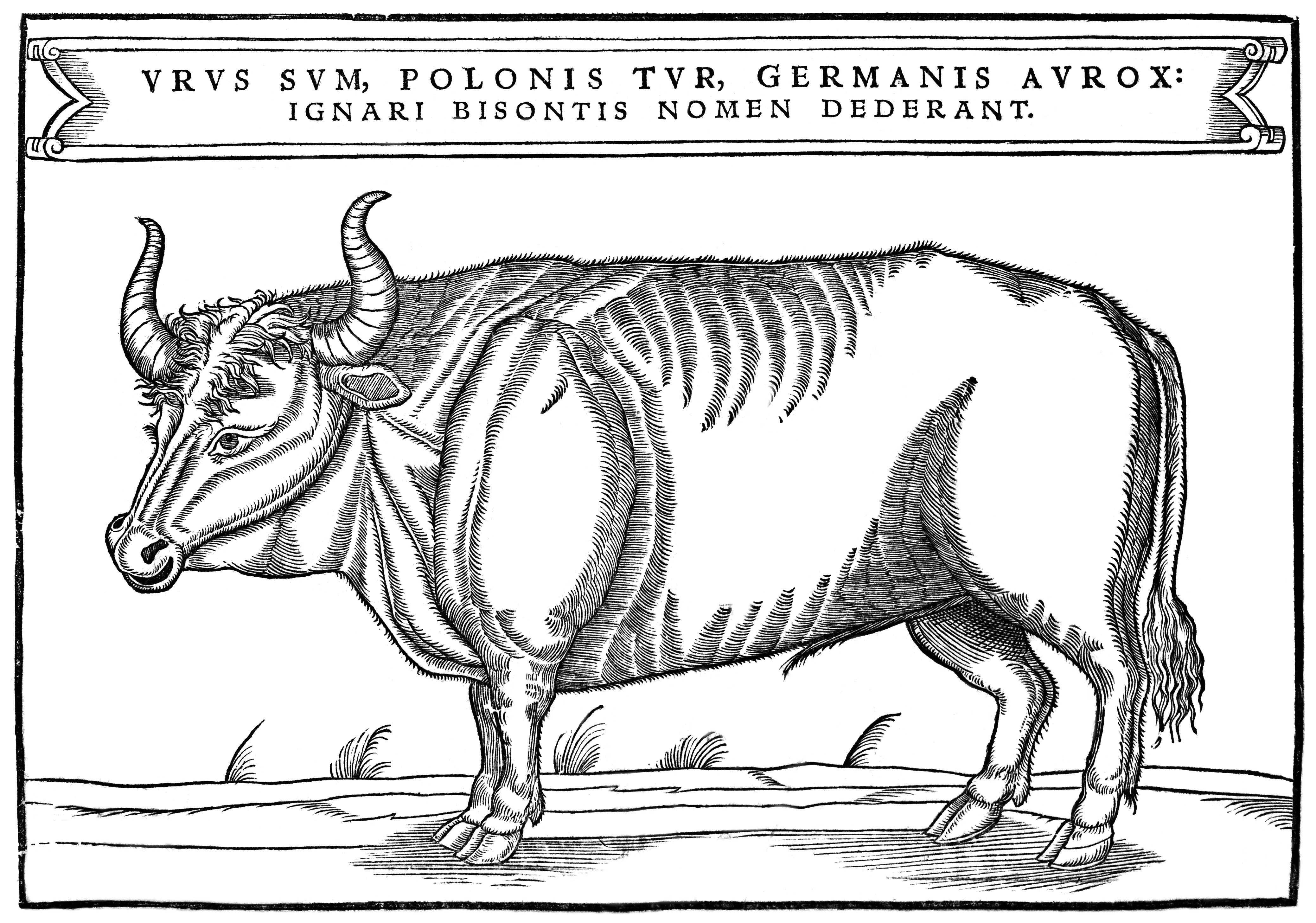
Изображение тура из издания «Записок о Московии» Сигизмунда Герберштейна 1556 г.

Тур, или первобытный бык, или первобытный дикий бык, или европейский дикий бык (лат. Bos primigenius, лат. Bos taurus primigenius) — вымершее парнокопытное млекопитающее из рода настоящих быков семейства полорогих. Один из прародителей современного крупного рогатого скота. Самым близким родственником является ныне существующий ватусси. Жил со второй половины антропогена в лесостепях и степях Восточного полушария. Ныне считается вымершим в результате хозяйственной деятельности человека и интенсивной охоты. Последняя особь не была убита на охоте, а погибла в 1627 году в лесах недалеко от Якторува (в Польше, в 50 км от Варшавы) — считается, что из-за болезни, которая затронула маленькую, генетически слабую и изолированную популяцию последних животных этого вида.

## Этимология
Слово «тур» в значении «дикий бык» происходит от др.-рус. туръ. Слово на индоевропейском уровне родственно др.-греч. ταῦρος, лит. taũras «буйвол, тур», taurė̃ «чарка, банка», прусск. tauris «зубр», лат. taurus «бык», ирл. tarb — то же, далее — авест. staōra- м. «крупный рогатый скот», гот. stiur «бык, телёнок». 
Праиндоевропейское слово *tawros, к которому восходят эти слова, сравнивается с прасемитским *tawr, что значит «бык» (ср. ивр. שׁוֹר‎, [шор], бык), араб. ثور‎, [θawr], бык), от которого оно, может быть, и произошло, будучи заимствованным из прасемитского. Другая гипотеза заключается в том, что оба слова были заимствованы или произошли из некоего третьего языка.

## Описание
Это был мощный зверь с мускулистым, стройным телом высотой в холке около 170—180 см и массой до 800 кг. Высоко посаженная голова была увенчана длинными острыми рогами. Окраска взрослых самцов была чёрной, с узким белым «ремнём» вдоль спины, а самок и молодых животных — рыжевато-бурой.
Хотя последние туры доживали свои дни в лесах, ранее эти быки держались в основном в лесостепи, а нередко заходили и в степи. В леса же они, вероятно, откочёвывали только зимой. Питались травой, побегами и листьями деревьев и кустарников. Гон приходился у них на осень, а телята появлялись весной. Жили небольшими группами или в одиночку, а на зиму объединялись в более крупные стада. Естественных врагов у туров было мало: эти сильные и агрессивные животные легко справлялись с любым хищником.
Первые представители быка тура ведут своё происхождение из Центральной Азии приблизительно два миллиона лет назад. Отсюда они постепенно распространились в направлении всех частей света, достигнув территорий Индии, Древней Руси, Китая, Ближнего Востока, Африки и Европы. Их одомашнивание произошло в том же регионе — на Ближнем Востоке.

## Распространение
В историческое время тур встречался почти по всей Европе, а также в Северной Африке, Малой Азии, Индии и на Кавказе. В Африке этот зверь был истреблён ещё в третьем тысячелетии до н. э., в Месопотамии — примерно к 600 году до н. э. В Центральной Европе туры сохранились гораздо дольше. Их исчезновение здесь совпало с интенсивными вырубками лесов в IX—XI веках. Эстонский эпос Калевипоэг упоминает о диких быках (Metsahärg: III:62). В XII веке туры ещё встречались в бассейне Днепра. В то время их активно истребляли. Записи о непростой и опасной охоте на диких быков оставил в своём «Поучении» Владимир Мономах.

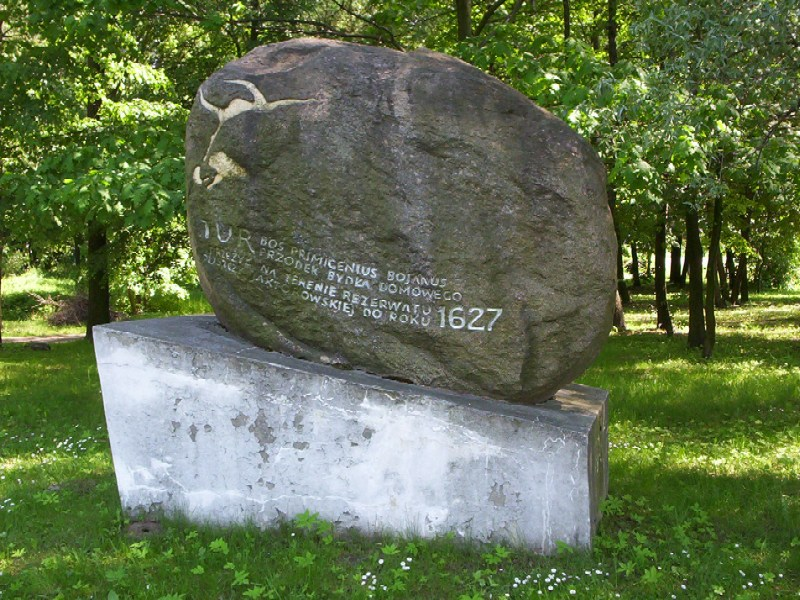
Памятник последнему туру в Якторуве

К 1400 году туры обитали только в относительно малонаселённых и труднодоступных лесах на территории современной Польши, Беларуси и Литвы. Здесь они были взяты под охрану закона и жили как парковые животные в королевских угодьях. В 1599 году в королевском лесу в 50 км от Варшавы ещё обитало маленькое стадо туров — 24 особи. К 1602 году в этом стаде осталось всего 4 зверя, считается что в 1627 году погиб последний тур на Земле, но в Болгарии тур жил вплоть до XVII—XVIII веков, это показывает датировка его останков, найденных в центре Софии.

## Подвиды и систематика
- † Bos primigenius primigenius (Bojanus, 1827) — Евразийский тур
- † Bos primigenius namadicus (Falconer, 1859) — Индийский тур
- † Bos primigenius africanus (Thomas, 1881) — Североафриканский тур

Индийский тур был, вероятно, мельче евразийского, но имел пропорционально большие рога. Индийские туры разошлись с евразийскими около 100 000—200 000 лет назад. Считается предком домашних коров зебу, которые распространены в основном в южной Азии и разводятся во многих других частях света, таких как Африка и Южная Америка.
Североафриканские туры когда-то жили в лесистой местности Северной Африки. Вид произошёл вследствие миграции со Среднего Востока. Североафриканский тур был морфологически очень похож на евразийский вид, поэтому этот таксон может существовать только в биогеографическом смысле. Тем не менее, данные свидетельствуют о том, что он генетически отличается от евразийского вида. Сохранившиеся изображения позволяют предположить, что североафриканские туры имели легкую седельную разметку на спине. Этот подвид, возможно, вымер ещё до эпохи средневековья.

## Тур в фольклоре и обрядах

### Восточная Европа
Тур принадлежит к числу животных, излюбленных славянским фольклором. Несмотря на то, что животное это давно вымерло, имя его встречается до сих пор в пословицах, песнях, былинах и обрядах на территории Украины, России, Беларуси, Польше, Чехии и Словакии. Пословицы о турах записаны на Подолье, Киевщине и Галичине, то есть в местах былого распространения тура. Тур в песнях и обрядах далеко выходит за пределы своего прежнего распространения. В украинских песнях тур сохранился в свадебных и колядках, обыкновенно в связи с охотой на него. В русской народной поэзии тур встречается в былинах о Добрыне и Марине, о Василии Игнатьевиче и Соловье Будимировиче. В обрядах тур главным образом является в ряженье «туром» на святках. Александр Веселовский возводит этот обычай к римскому ряженью телёнком, но обрядовое ряженье быком есть и в других культах, например в буддизме. В связи с ролью тура в обряде находится название троицких праздников у словаков (словац. turíce) и украинцев Галиции «турицами». О языческой игре «туры» упоминает львовский Номоканон XVII века. Игра в туров сохранилась в русинском Подляшье до конца XIX века и была описана Валентином Мошковым. Игра эта примыкает к играм, имеющим брачный характер. Тур в ней является человекоподобным. Профессор Николай Сумцов считал тура русской обрядности заменяющим быка обрядностей других народов.
Тур запечатлён в петроглифах древних людей, изображён на национальном гербе Молдавии, Румынии, на гербе города Каунас Литвы, а также на гербе города Турка во Львовской области Украины.

## Усилия, направленные на возвращение тура

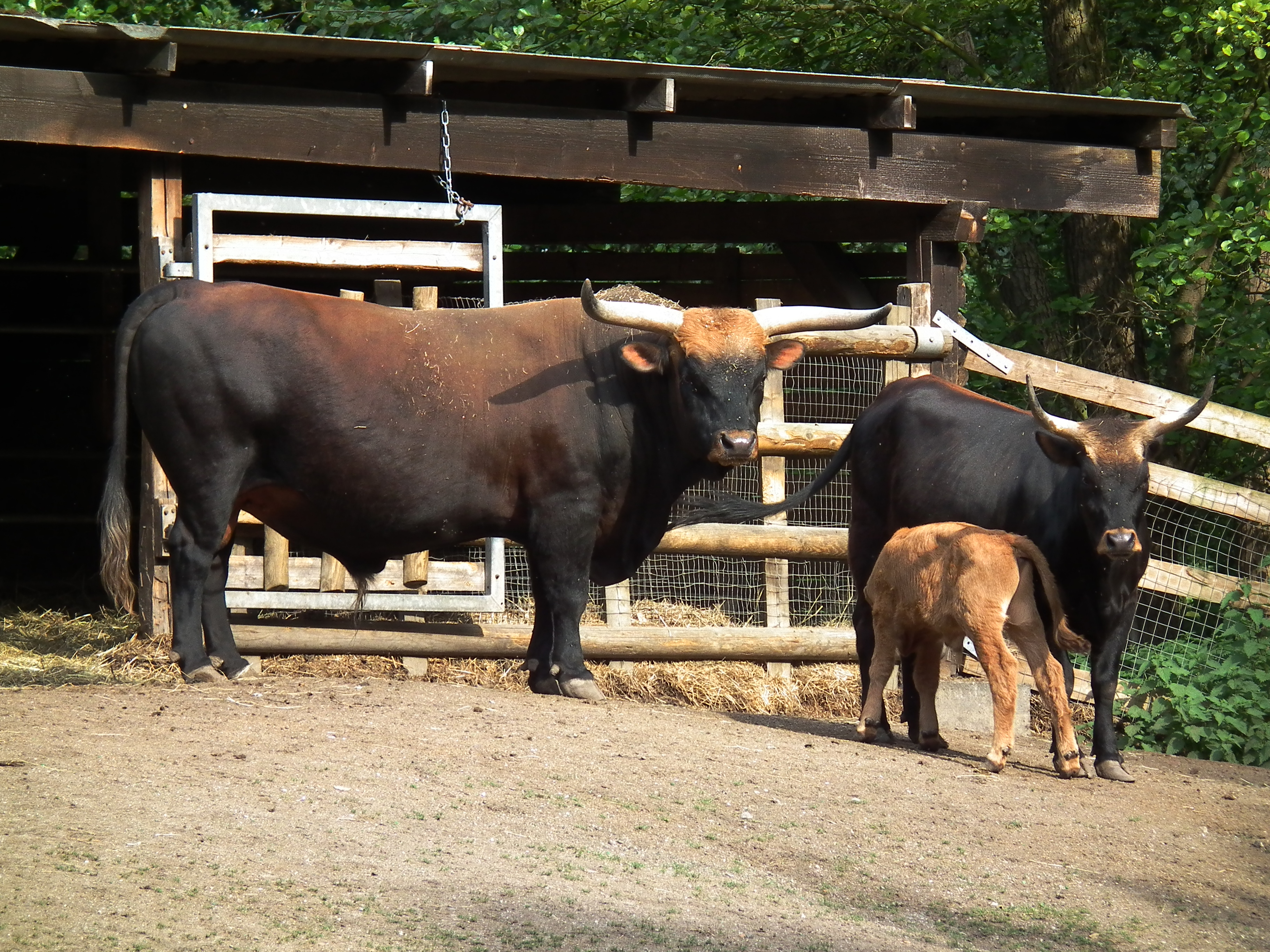
Порода домашнего скота, похожая на тура — бык Хека

Возродить вымерших туров, обширно представленных в тевтонской мифологии, мечтал Адольф Гитлер. Нацистская программа воссоздания тура состояла в скрещивании скота, привезенного из Шотландии, Корсики и французского Камарга. Выведением породы занимались братья Хайнц Хек (нем. Heinz Heck) и Лутц Хек.
В 1996 году германская организация ABU (Arbeitsgemeinschaft Biologischer Umweltschutz) начала скрещивать быка Хека с примитивным южно-европейским крупным рогатым скотом, таким как Sayaguesa и Кьянти, и, в меньшей степени, испанскими боевыми быками, с целью приближения к туру по фенотипическим признакам. То же делают в Венгрии в национальном парке Хортобадь, где дополнительно использовались венгерские серые и ватусси. В Дуйсбургском зоопарке корова ватусси, являвшаяся наполовину зебу, была скрещена с быком Хека. В национальном парке Лилль Вилдмос в Дании использовались Кьянти и Sayaguesa, эти же породы использовались и в Латвии. Получившаяся в результате этого гибридная порода получила название Taurus.
Голландская экологическая организация Фонд Таурус в проекте TaurOs Project пытается путём обратного скрещивания примитивных пород европейского скота получить животное, которое по своему внешнему виду, размеру и поведению будет соответствовать вымершему туру. В рамках проекта, реализуемого совместно с организацией по защите природы Европейская дикая природа, данные животные будут использованы для сохранения ценных естественных лугов в странах Центральной Европы.
В Польше учёные из Польской ассоциации по воспроизведению тура (пол. Polska Fundacja Odtworzenia Tura) для клонирования данного вымершего животного намерены воспользоваться ДНК, сохранившейся в костях из археологических находок. Проект поддерживается польским Министерством охраны окружающей среды.